# Тверьуниверсалбанк
Тверьуниверсалбанк — российский коммерческий банк. С сентября 2015 года переименован, новое название — «БИНБАНК Тверь».

## История
Тверьуниверсалбанк был образован на базе областного управления специализированного государственного кредитного учреждения Жилсоцбанка СССР. Зарегистрирован Центральным банком Российской Федерации 14 ноября 1990 года. Свою деятельность банк начал 1 января 1991 года.
В банке был создан Межбанковский расчётный центр, которым руководил Сергей Пушкин (позднее стал президентом Транскредитбанка). Новая технология позволила ускорить проведение платежей, а также проводить взаимозачёты. К 1995 году в Межбанковском расчётном центре было открыто более 1000 корреспондентских счетов банков.
Банк также приступил к эмиссии собственных векселей, что способствовало решению проблемы расшивки неплатежей. В марте 1994 года премьер-министр Виктор Черномырдин приводил эту схему в качестве положительного примера. Сотрудник банка Сергей Васильев (впоследствии крупнейший акционер компании «Русские фонды») отмечал: «Мы первые додумались, что для того, чтобы дать кредит, не нужны деньги. Мы давали кредит собственными векселями — например, на полгода семимесячным векселем». Новшество привлекло клиентов, так как ставка по вексельным кредитам была 35 % годовых в сравнении с обычной ставкой до 60 %.
Перед президентскими выборами 1996 года Попечительский совет банка возглавлял Николай Рыжков, близкий к главному сопернику Бориса Ельцина — Геннадию Зюганову от КПРФ. Накануне выборов другие банки начали обнулять корреспондентские счета в Межбанковском расчётном центре «Тверьуниверсалбанка». На следующий день после объявления итогов первого тура выборов у «Тверьуниверсалбанка» была отозвана лицензия. Генерал В. И. Бабичев, бывший административный директор банка, говорил, что причины краха банка были сугубо политическими. Хотя, по его словам, банк не оказывал поддержки Зюганову.
Кредиторы готовились голосовать за банкротство банка, но юристу, представлявшему рекламное агентство «Корпорация «Я», принадлежавшее будущему Министру культуры В. Р. Мединскому (одного из крупнейших — наряду со Сбербанком и российско-германским Фондом взаимопонимания и примирения — кредиторов ТверьУниверсалБанка), удалось переломить настрой собрания, и банку была дана возможность попытаться восстановить платёжеспособность и рассчитаться с долгами. В результате ТверьУниверсалБанк оказался единственной кредитной организацией в истории Российской Федерации, которой удалось преодолеть процедуру банкротства, вернуть лицензию и возобновить свою деятельность. В 2009 году акционерами банка являлись более 24 тыс. юридических и физических лиц.
В декабре 2014 года Агентство по страхованию вкладов осуществило конкурсный отбор Инвестора для мероприятий по финансовому усилению ОАО «Тверьуниверсалбанк», в качестве инвестора выбрано ОАО Бинбанк. 15 декабря 2014 года в рамках финансового оздоровления БИНБАНК закрыл сделку по приобретению Тверьуниверсалбанка за символическую сумму. На внеочередном собрании 8 апреля 2016 года, акционеры банка приняли решение о реорганизации банка в форме присоединения к Бинбанку, тем не менее, 12 мая совет директоров предложил отменить данное решение. Процесс поглощения банка планируется завершить к концу 2016 года.

## Деятельность
Банк предоставляет следующие операции и услуги:
- кредитование реального сектора экономики, кредитование населения;
- расчётно-кассовое обслуживание;
- работа на рынке межбанковских кредитов;
- операции с иностранной валютой;
- работа на рынке долговых обязательств;
- банковские карты;
- брокерское обслуживание;
- депозитарное обслуживание;
- продажа ПИФов управляющих компаний;
- работа на рынке ценных бумаг.

## В литературе
В шестнадцатой главе сказки Э. Н. Успенского «Крокодил Гена лейтенант милиции» банда грабителей направляется в Тверь для ограбления «Дверь-Универсам-Банка», название которого является аллюзией на Тверьуниверсалбанк. Примечательно, что за две главы до того объектом ограбления могли бы стать Инкомбанк (в сказке назван Пинком-банком), Мост-банк (в сказке — Прост-Банк) или Банк Москвы (в сказке — Банк Московит).
В книге "# Как это было у меня. 90-е" Сергей Васильев в нескольких главах рассказывает об истории развития Тверьуниверсалбанка и появлении его филиала в Москве.